# Aphrophora quadriuttata
Aphrophora quadriuttata är en insektsart som beskrevs av Melichar 1902. Aphrophora quadriuttata ingår i släktet Aphrophora och familjen spottstritar. Inga underarter finns listade i Catalogue of Life.